# Röfingen
Röfingen település Németországban, azon belül Bajorországban. Lakosainak száma 1231 fő (2023. december 31.).

## Népesség
A település népessége az elmúlt években az alábbi módon változott:
| Lakosok száma | 335  | 903  | 1085 | 1099 | 1042 | 1078 | 1099 | 1123 | 1165 | 1231 |
|               | 1875 | 1950 | 1975 | 1987 | 2012 | 2014 | 2016 | 2017 | 2021 | 2023 |